# Le Cannet
Pour les articles homonymes, voir Cannet.
Cet article possède des paronymes, voir Cannet et Le Canet.
Ne doit pas être confondu avec Le Cannet-des-Maures, qui est une commune du Var
Le Cannet est une commune française située dans le département des Alpes-Maritimes en région Provence-Alpes-Côte d'Azur. Ses habitants sont appelés les Cannettans.

## Géographie

### Localisation
Chef-lieu de canton, la ville se situe à environ 2 kilomètres de la mer Méditerranée, au nord des plages et des ports de Cannes. Elle est aussi appelée « le Madère de la France », surnom que l'on doit au docteur Pietra Santa, qui la nomma ainsi en découvrant la ville en 1862, alors qu'il revenait de l'île de Madère. La ville bénéficie d’une vue panoramique sur les îles de Lérins, jusqu'au massif de l'Esterel.
À l'instar de Rome (voir les sept collines de la Rome antique), Le Cannet porte sept collines sur le territoire de sa commune : le Pézou, la Colle, le Bosquet, Serra Capeou, les Clauvins, Font-Marie et les Bréguières. Une importante route romaine, la Via Aurelia (prolongement de la Via Julia Augusta), qui reliait Arles à Rome, passe par les collines, et sa trace est encore visible de nos jours.
|  | Mougins |           |
|  | Cannet  | Vallauris |
|  | Cannes  |           |

### Climat
Pour des articles plus généraux, voir Climat de Provence-Alpes-Côte d'Azur et Climat des Alpes-Maritimes.
En 2010, le climat de la commune est de type climat méditerranéen franc, selon une étude du Centre national de la recherche scientifique s'appuyant sur une série de données couvrant la période 1971-2000. En 2020, Météo-France publie une typologie des climats de la France métropolitaine dans laquelle la commune est exposée à un climat méditerranéen et est dans la région climatique Var, Alpes-Maritimes, caractérisée par une pluviométrie abondante en automne et en hiver (de 250 à 300 mm en automne), un très bon ensoleillement en été (fraction d’insolation > 75 %), un hiver doux (8 °C) et peu de brouillards.
Pour la période 1971-2000, la température annuelle moyenne est de 15,6 °C, avec une amplitude thermique annuelle de 14,7 °C. Le cumul annuel moyen de précipitations est de 891 mm, avec 6,4 jours de précipitations en janvier et 1,9 jours en juillet.
Pour la période 1991-2020, la température moyenne annuelle observée sur la station météorologique de Météo-France la plus proche, « Cannes - Mandelieu », à Cannes à 3 km à vol d'oiseau, est de 15,5 °C et le cumul annuel moyen de précipitations est de 881,2 mm. 
La température maximale relevée sur cette station est de 39,2 °C, atteinte le 19 juillet 2023 ; la température minimale est de −12 °C, atteinte le 9 janvier 1985,,.
| Mois                                  | jan.           | fév.            | mars            | avril           | mai            | juin           | jui.           | août            | sep.           | oct.            | nov.            | déc.            | année     |
| ------------------------------------- | -------------- | --------------- | --------------- | --------------- | -------------- | -------------- | -------------- | --------------- | -------------- | --------------- | --------------- | --------------- | --------- |
| Température minimale moyenne (°C)     | 3,7            | 3,7             | 6               | 8,7             | 12,6           | 16,3           | 18,7           | 18,8            | 15,4           | 12,1            | 7,9             | 4,6             | 10,7      |
| Température moyenne (°C)              | 8,6            | 8,8             | 11              | 13,5            | 17,2           | 20,9           | 23,5           | 23,7            | 20,3           | 16,7            | 12,5            | 9,4             | 15,5      |
| Température maximale moyenne (°C)     | 13,6           | 13,9            | 16              | 18,2            | 21,9           | 25,5           | 28,2           | 28,6            | 25,3           | 21,3            | 17,1            | 14,3            | 20,3      |
| Record de froid (°C) date du record   | −12 09.01.1985 | −9,2 10.02.1986 | −9,9 07.03.1971 | −0,5 03.04.1970 | 2,3 01.05.1960 | 7,4 07.06.1969 | 8,8 08.07.1954 | 10,5 27.08.1954 | 5,3 30.09.1974 | 0,9 31.10.1974  | −3,4 22.11.1998 | −5,6 29.12.1968 | −12 1985  |
| Record de chaleur (°C) date du record | 22,9 04.01.18  | 26 21.02.1967   | 27,9 31.03.15   | 27,6 24.04.1977 | 31,7 27.05.22  | 37,3 25.06.17  | 39,2 19.07.23  | 38,3 06.08.17   | 35 03.09.09    | 31,4 10.10.1997 | 27,7 14.11.23   | 23,8 11.12.23   | 39,2 2023 |
| Ensoleillement (h)                    | 1 481          | 164             | 2 167           | 2 273           | 2 746          | 3 125          | 3 465          | 3 201           | 2 542          | 1 927           | 1 496           | 1 365           | 27 427    |
| Précipitations (mm)                   | 82,5           | 57              | 60,2            | 78,2            | 51,8           | 32,5           | 18,7           | 23,9            | 92,1           | 134,3           | 145,4           | 104,6           | 881,2     |

| Diagramme climatique                                  |           |         |             |              |              |          |              |              |               |              |              |
| J                                                     | F         | M       | A           | M            | J            | J        | A            | S            | O             | N            | D            |
| 13,63,782,5                                           | 13,93,757 | 16660,2 | 18,28,778,2 | 21,912,651,8 | 25,516,332,5 | 28,218,7 | 28,618,823,9 | 25,315,492,1 | 21,312,1134,3 | 17,17,9145,4 | 14,34,6104,6 |
| Moyennes : • Temp. maxi et mini °C • Précipitation mm |           |         |             |              |              |          |              |              |               |              |              |

Les paramètres climatiques de la commune ont été estimés pour le milieu du siècle (2041-2070) selon différents scénarios d'émission de gaz à effet de serre à partir des nouvelles projections climatiques de référence DRIAS-2020. Ils sont consultables sur un site dédié publié par Météo-France en novembre 2022.

## Urbanisme

### Typologie
Au 1er janvier 2024, Le Cannet est catégorisée grand centre urbain, selon la nouvelle grille communale de densité à 7 niveaux définie par l'Insee en 2022.
Elle appartient à l'unité urbaine de Nice, une agglomération intra-départementale dont elle est une commune de la banlieue,. Par ailleurs la commune fait partie de l'aire d'attraction de Cannes - Antibes, dont elle est une commune du pôle principal,. Cette aire, qui regroupe 24 communes, est catégorisée dans les aires de 200 000 à moins de 700 000 habitants,.

### Occupation des sols
L'occupation des sols de la commune, telle qu'elle ressort de la base de données européenne d’occupation biophysique des sols Corine Land Cover (CLC), est marquée par l'importance des territoires artificialisés (89,6 % en 2018), en augmentation par rapport à 1990 (87,9 %). La répartition détaillée en 2018 est la suivante : 
zones urbanisées (83,1 %), forêts (9,8 %), zones industrielles ou commerciales et réseaux de communication (6,5 %), milieux à végétation arbustive et/ou herbacée (0,6 %).
L'évolution de l’occupation des sols de la commune et de ses infrastructures peut être observée sur les différentes représentations cartographiques du territoire : la carte de Cassini (XVIIIe siècle), la carte d'état-major (1820-1866) et les cartes ou photos aériennes de l'IGN pour la période actuelle (1950 à aujourd'hui).

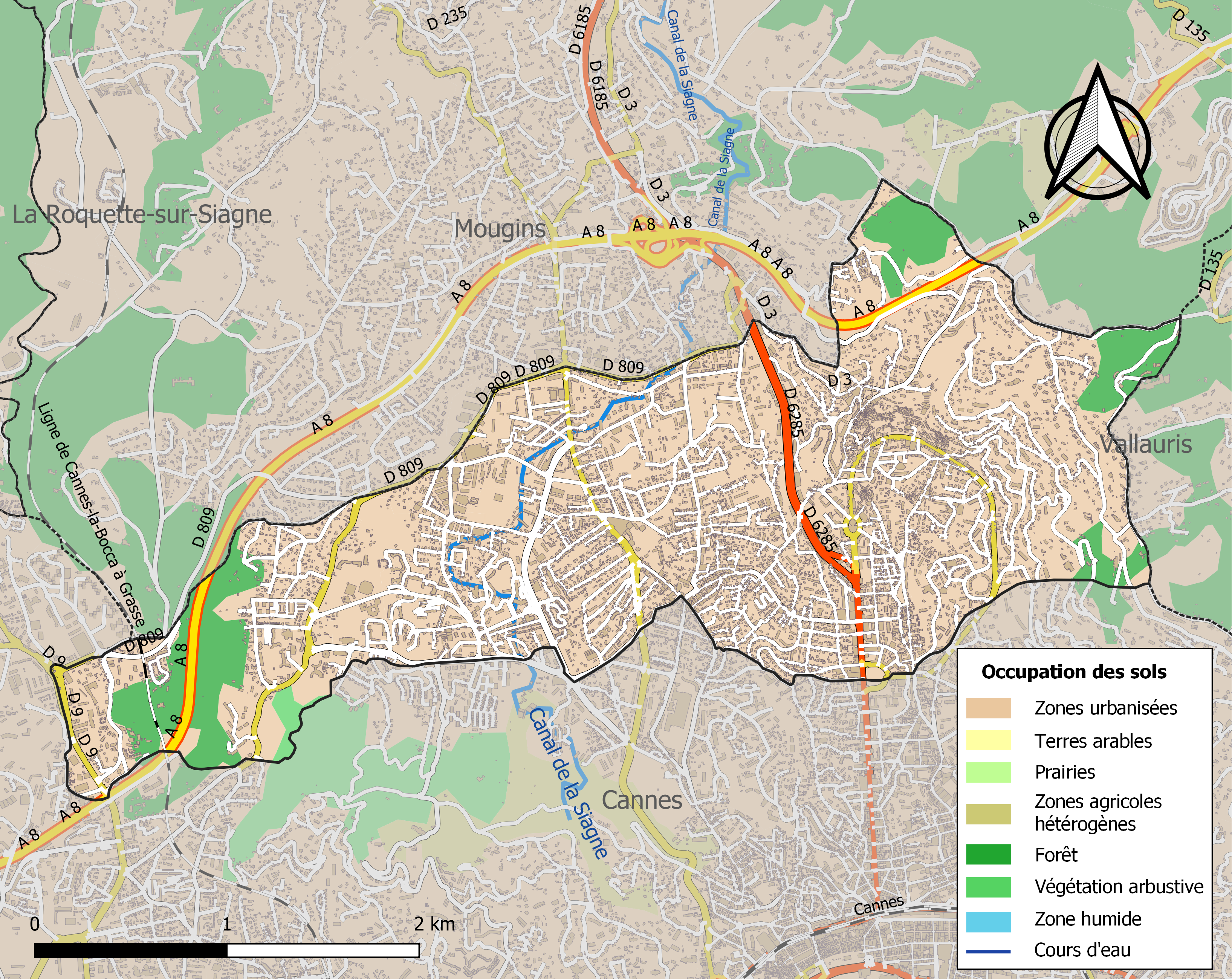
Carte de l'occupation des sols de la commune en 2018 (CLC).

### Morphologie urbaine
Le Cannet comporte 7 quartiers qui ont leur vie propre. D'est en ouest :
- Le Haut Cannet : avec ses luxueuses villas et résidences, c'est le prolongement naturel de Super Cannes vers le nord ;
- Le vieux Cannet (appelé également « Le Cannet Mairie ») : cœur historique de la ville, il foisonne d'un riche patrimoine culturel/architectural (chapelles, églises, tours...) et artistique (de nombreux artisans d'arts sont présents le long de la rue Saint-Sauveur, principale voie piétonne). Les anciens hameaux (tirant leurs noms des familles fondatrices de la ville : Les Dany, les Ardisson, les Calvy...) entourent le vieux Cannet et forment un « tampon » entre ce cœur ancien et la ville moderne qui s'est constituée à partir du XIXe siècle ;
- Le Bas Cannet connu à travers le Boulevard Sadi Carnot, et le rond-point de Grande-Bretagne, il trace la frontière avec Cannes ;
- Rocheville : c'est à la fois le plus étendu et le plus peuplé des quartiers. Véritable « ville dans la ville » et actuellement en pleine restructuration, le quartier assure l'avenir économique de la cité dans son ensemble ;
- Les Mimosas : c'est un quartier à mi-chemin entre Rocheville et l'Aubarède, qui est essentiellement résidentiel ;
- L'Aubarède : c'est ici que se situe le complexe événementiel et sportif de La Palestre ;
- Garibondy : quartier le plus occidental, il est géographiquement en marge, mais a été rattaché à la commune dès les années 1970, grâce au Chemin de Carimaï.

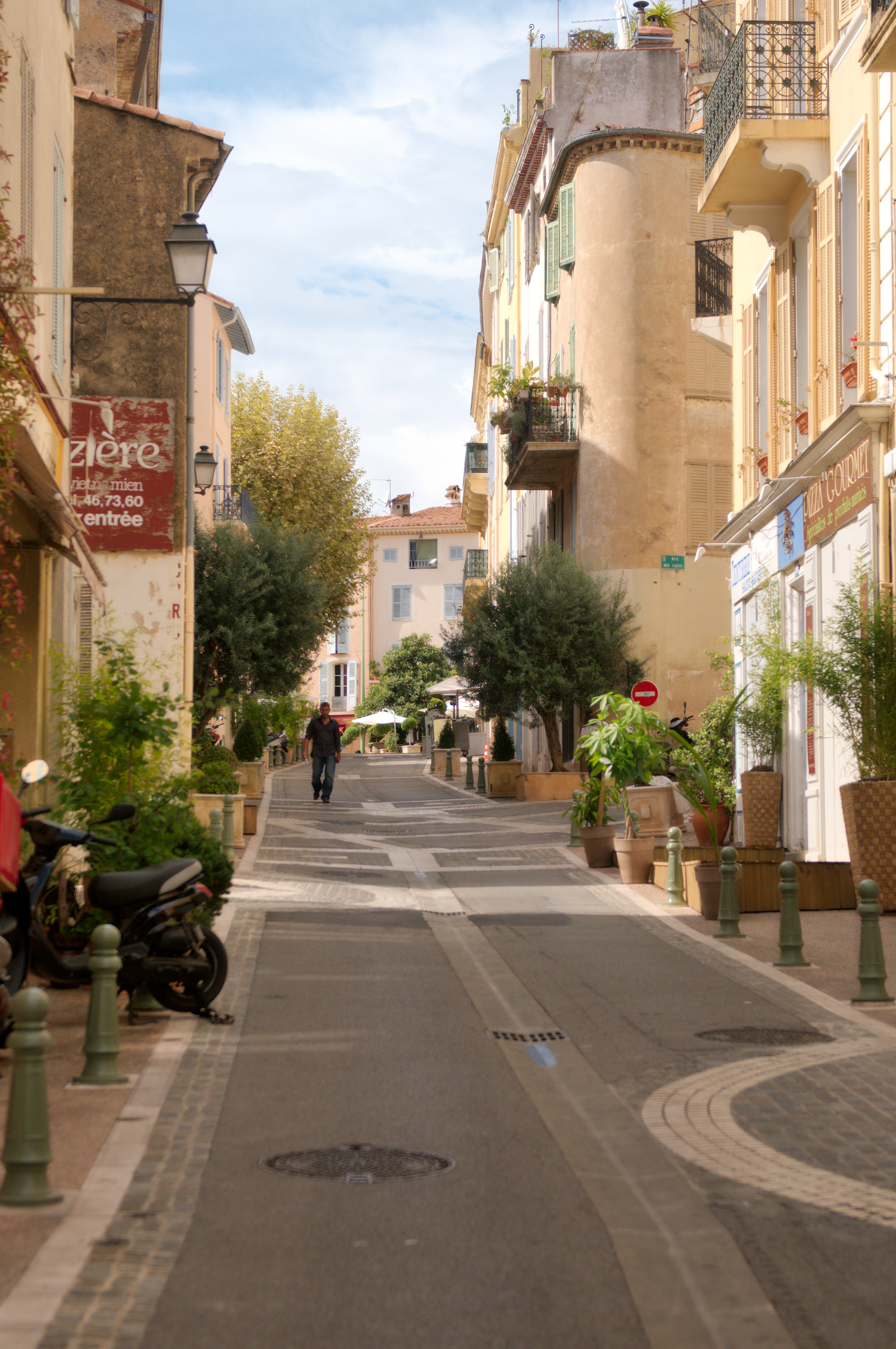
Rue Saint-Sauveur.
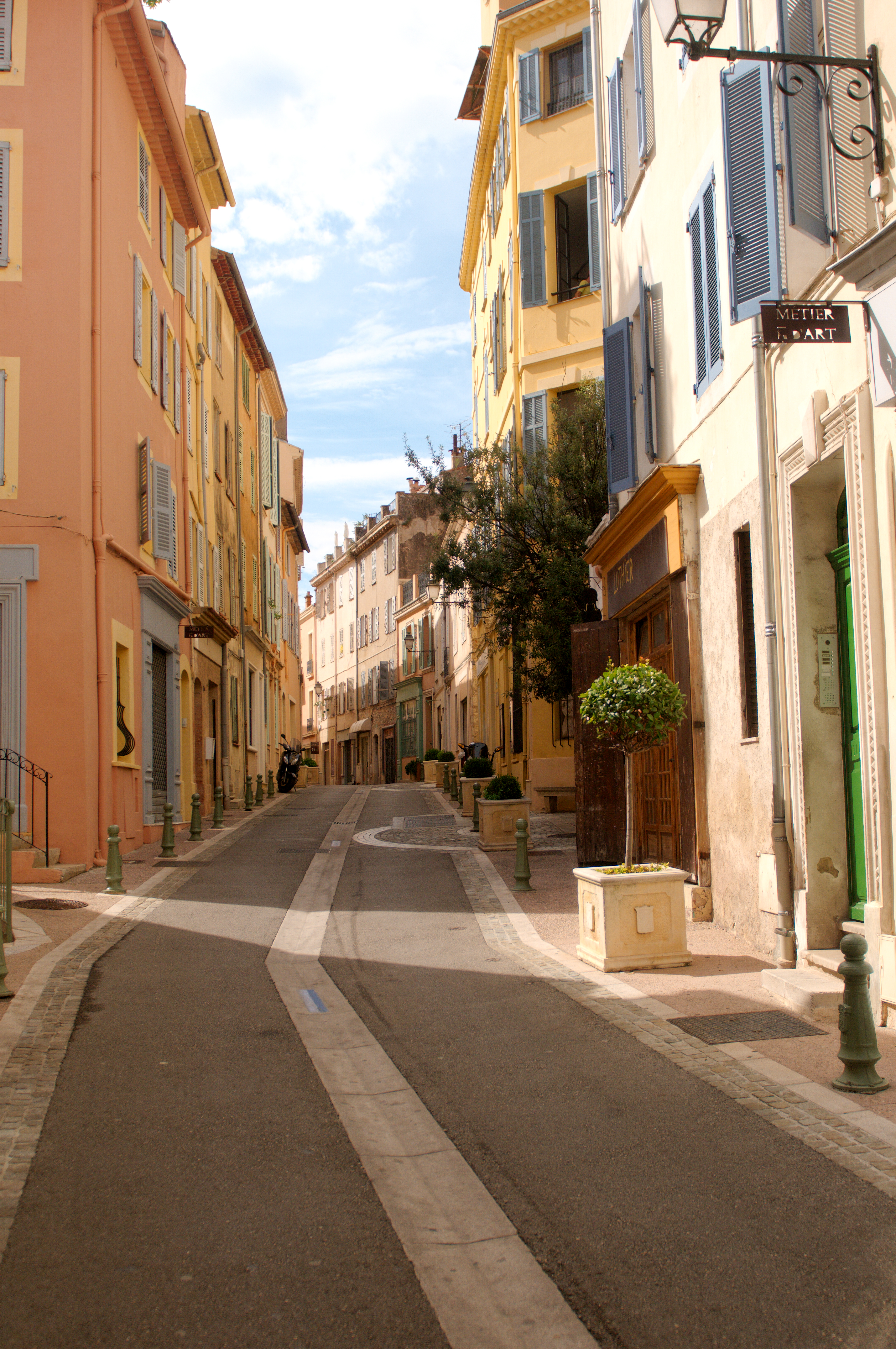
Rue semi piétonne Saint-Sauveur dans le Vieux-Cannet.

## Toponymie
Le Cannet se situe directement au nord de Cannes, la toponymie "Cannes" et "Le Cannet" est similaire. Le nom de la commune provient du mot ligure Canoa signifiant « hauteur » ou « piton » et se rapportant au lieu antique d’occupation humaine sur la colline du Suquet.

## Histoire
Très tôt, le site du Cannet a été occupé par les Romains qui s'installent, plantent des oliviers et baptisent l'endroit Olivetum.
Le Cannet devient très vite une cité romaine, où les voyageurs s’arrêtent, en effet la Via Aurelia, qui relie Rome à Arles traverse le territoire actuel du Cannet, et la Via Aurelia est toujours présente dans le quartier du Haut-Cannet.
Entre 400 et 410, le moine Saint-Honorat s'y installa, il y fonda un monastère, qui était alors le « pied sur le continent » pour les moines des îles de Lérins, situées dans la baie de Cannes.
Au XVe siècle, les moines de Lérins font venir des familles provenant du val d'Oneille (aujourd'hui, un quartier de la ville d'Imperia) en Italie pour défricher et mettre en culture les terres. En 1441, l'abbaye de Lérins concède à Sylvestre Calvy des terres cultivables au Cannet (c'est ce qui est rapporté dans le plus vieux document connu de la ville). Cent quarante familles s'installent au Cannet entre 1441 et 1500 et certaines d'entre elles donneront leur nom aux quartiers de la ville : les familles Dany, Ardisson, Calvy et autres Cavasse, Escarasse, Gallou, Gazan, Gourrin, Michel, Perrissol, Pissarel, Sardou, etc. se répartissent en hameaux tout autour des terres cultivables appelées « le près » (actuel centre-ville et quartier historique) notamment dans ce qui est aujourd'hui le square du Tivoli.
Au XVe siècle, les moines et les habitants construisent la tour des Danys, qui a essentiellement des fonctions défensives pour protéger l'entrée de la ville. Cette tour fait partie intégrante du patrimoine historique cannétan, on peut la voir en haut de la rue de Cannes.
Sous l'Ancien Régime, la ville du Cannet est essentiellement centrée sur deux axes, le Vieux-Cannet actuel, et Rocheville. C'est dans le centre du Vieux-Cannet que se trouve l'essentiel de la population. Ce centre est alors découpé en deux : au sud, l'église Sainte-Catherine qui est la fondation même du « sous-quartier » Sainte-Catherine, et au nord, le sous-quartier Saint-Sauveur. Le nord n'ayant pas d'église propre, les paroissiens décident de construire l'église Sainte-Philomène : cette église est donc une propriété privée qui appartient à la paroisse. Quant à Rocheville, bien moins de personnes y vivent : le quartier est animé par sa place — l’actuelle « place Foch » — et par son église, qui est le plus grand édifice religieux cannettan, l'église Saint-Charles.
« L'an de grâce » pour la commune cannétane est l'année 1774, le 9 août précisément, date à laquelle le roi Louis XVI érige, par un arrêt royal, le Cannet en commune indépendante de Cannes et de Mougins, les communes voisines. Le territoire cannettan est d'ailleurs issu des parcelles appartenant à ces deux communes selon cet arrêt royal : la parcelle mouginoise (nommée « les Bréguières ») est cédée en 1852[réf. souhaitée] ; cependant, ce n'est que le 29 janvier 1777 que l'arrêt royal instaurant la commune du Cannet est enregistré par le Parlement de Provence.
La conclusion des accords de Munich fin septembre 1938 (entre le Troisième Reich, la France, le Royaume-Uni et l’Italie) suscite un soulagement et une joie profonde : contrairement aux usages, le conseil municipal attribue le nom du président du Conseil en exercice et encore en vie, Édouard Daladier, à une rue ; le co-négociateur, Neville Chamberlain, reçoit un hommage équivalent. Dès fin 1939, le même Daladier organise la chasse aux noms de rues évoquant le communisme.
Après 1940, le régime de Vichy applique sa politique rapidement, y compris dans le domaine du symbolique. C’est ainsi que, s’appuyant sur des dispositions remontant aux derniers mois de la Troisième République, il impose la débaptisation de rues dont le nom ne concorde pas avec ses valeurs, notamment celles évoquant l’Angleterre (anglophobie), les Juifs (antisémitisme), le communisme, etc. C’est alors que la rue de Londres et la rue Neville-Chamberlain sont débaptisées (mars 1943) : la première est renommée en l’honneur de Dunkerque afin de stigmatiser la perfidie anglaise ; une voie est nommée d’après le général Huntziger, mort accidentellement en avion, pourtant en partie responsable de la défaite française à la suite de la percée de Sedan en mai 1940.
Le XIXe siècle a permis le développement de la commune, mais ce n'est que dans la seconde moitié du XXe siècle que la ville prend sa forme actuelle, notamment par le développement du quartier de Rocheville, qui est aujourd'hui le centre d’impulsion économique de la commune, également par l’aménagement des quartiers de l'Aubarède et des Mimosas, mais aussi par la « conquête de l'Ouest » dans les années 1970, et le regain d'intérêt pour le quartier de Garibondy, le plus occidental. En effet, ce quartier était isolé du reste de la commune, les habitants devaient passer par la commune voisine de Cannes pour rejoindre le reste de la commune du Cannet, mais à partir des années 1970 et après la construction du « chemin de Carimaï » qui trace la frontière cannétano-mouginoise, Garibonby est enfin rattaché au reste de la ville.
Le quartier du Bas-Cannet qui comprend notamment le boulevard Sadi-Carnot a toujours été un axe principal, notamment dans les années 1930, lorsque le tramway le traversait et reliait Le Cannet à Cannes.
Le Vieux-Cannet appelé également « Le Cannet Mairie », a toujours été, quant à lui, le centre de la ville, cependant aujourd'hui ce centre est un quartier historique où beaucoup d'artistes ont leurs ateliers ; il y a également le tout nouveau musée Pierre-Bonnard, et l'hôtel de ville. Ce dernier a été acheté en 1933, par Maurice Jean-Pierre, alors maire du Cannet.
Le dernier quartier, le Haut-Cannet a été développé plus récemment, il est le prolongement naturel de Super-Cannes et de la Californie, à Cannes. Il est connu pour ses grandes villas.

### Liste des maires

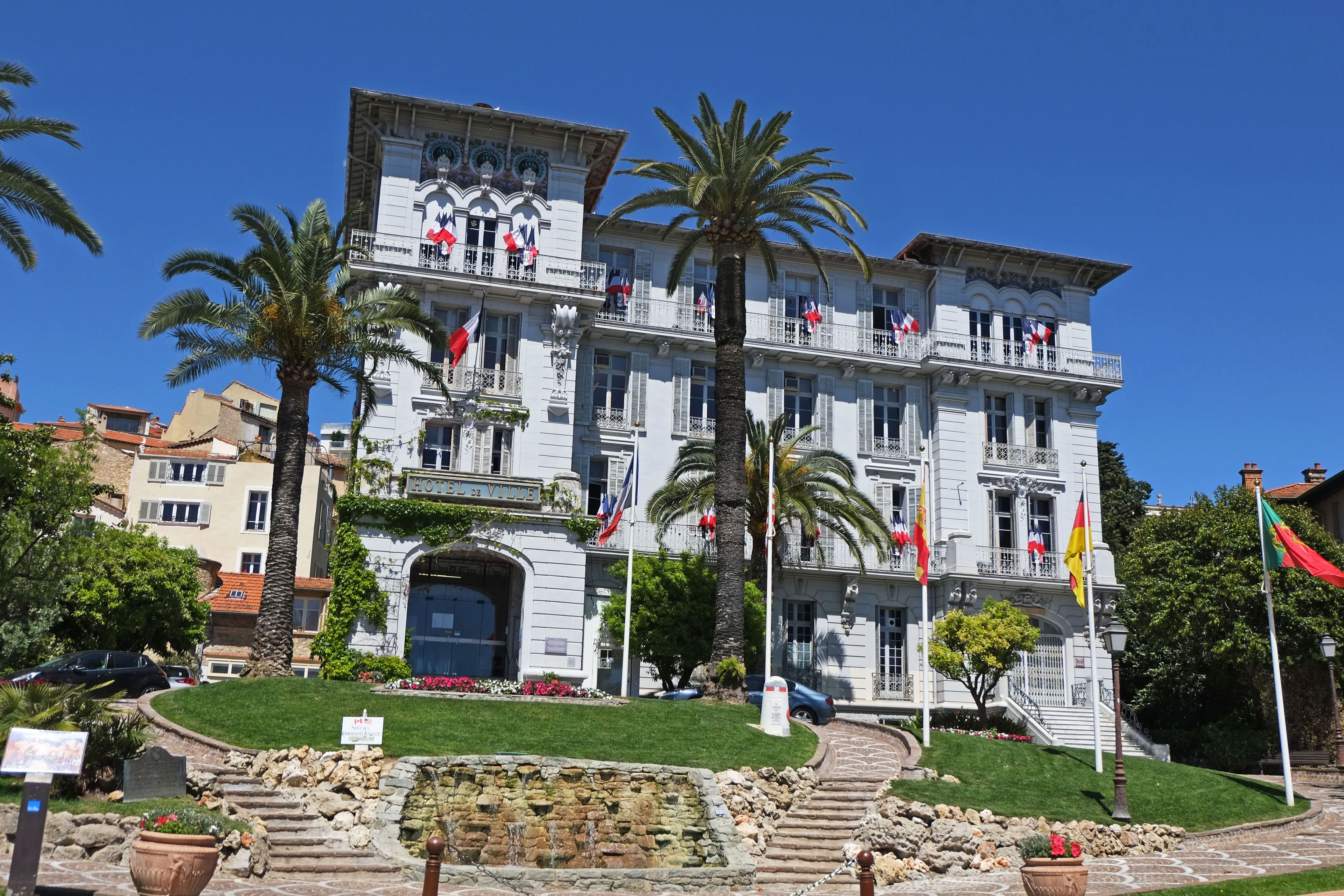
La mairie.

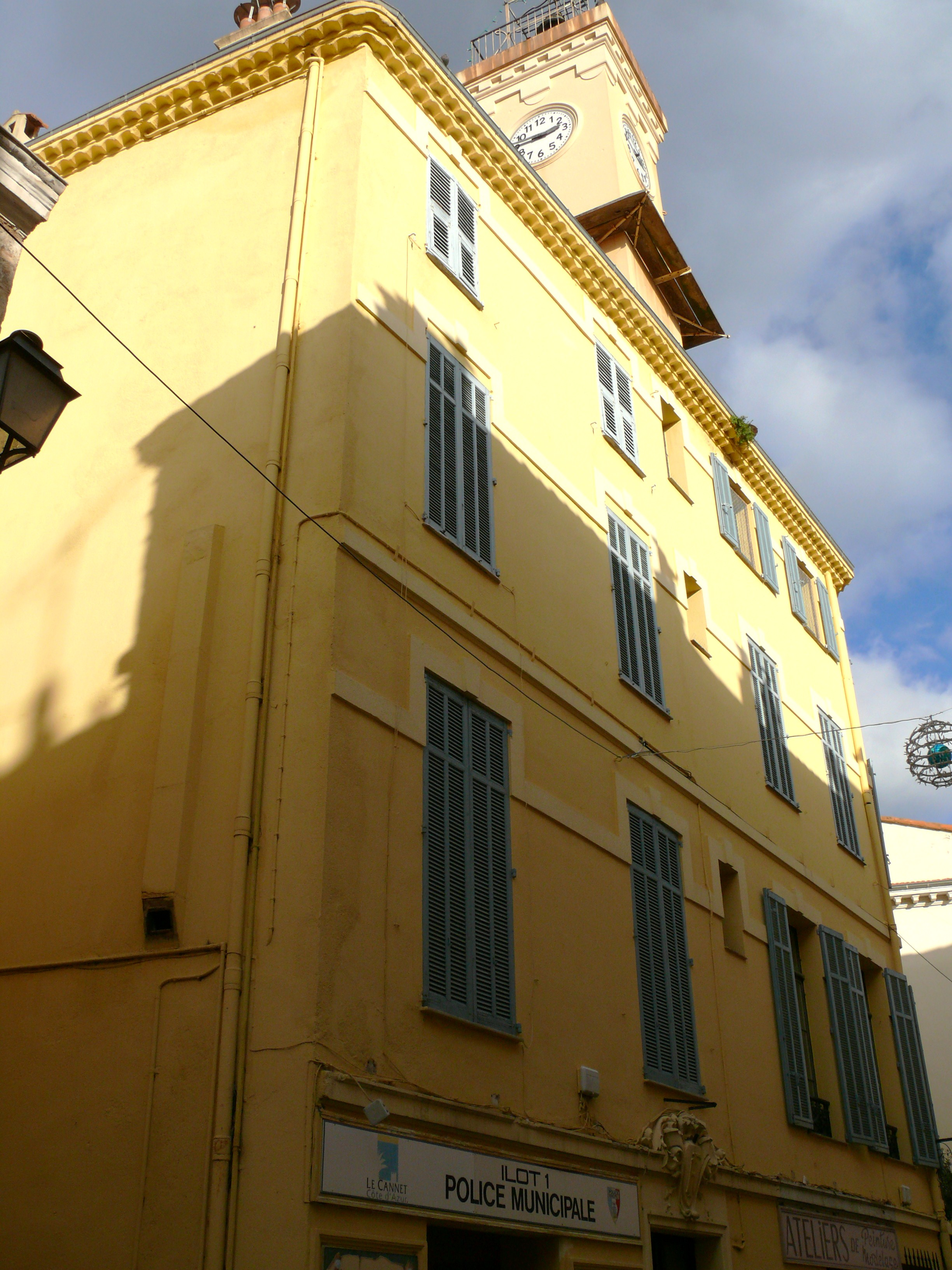
Ancienne mairie, rue Saint-Sauveur.

## Politique et administration

### Tendances politiques et résultats

#### Récapitulatif de résultats électoraux récents
| Scrutin             | 1er tour | 1er tour | 1er tour | 1er tour | 1er tour | 1er tour | 1er tour | 1er tour | 1er tour | 1er tour | 1er tour | 1er tour | 2d tour        | 2d tour        | 2d tour        | 2d tour        | 2d tour        | 2d tour        | 2d tour        | 2d tour        | 2d tour        |
| Scrutin             | 1er      | 1er      | %        | 2e       | 2e       | %        | 3e       | 3e       | %        | 4e       | 4e       | %        | 1er            | 1er            | %              | 2e             | 2e             | %              | 3e             | 3e             | %              |
| ------------------- | -------- | -------- | -------- | -------- | -------- | -------- | -------- | -------- | -------- | -------- | -------- | -------- | -------------- | -------------- | -------------- | -------------- | -------------- | -------------- | -------------- | -------------- | -------------- |
| Européennes 2019    |          | RN       | 29,53    |          | LREM     | 21,68    |          | LR       | 14,48    |          | EELV     | 11,27    | Tour unique    | Tour unique    | Tour unique    | Tour unique    | Tour unique    | Tour unique    | Tour unique    | Tour unique    | Tour unique    |
| Municipales 2020    |          | LR       | 60,36    |          | RN       | 14,81    |          | LREM     | 12,87    |          | PS       | 11,93    | Pas de 2d tour | Pas de 2d tour | Pas de 2d tour | Pas de 2d tour | Pas de 2d tour | Pas de 2d tour | Pas de 2d tour | Pas de 2d tour | Pas de 2d tour |
| Régionales 2021     |          | RN       | 40,55    |          | LR       | 35,11    |          | EELV     | 10,17    |          | CÉ-PA    | 5,40     |                | LR             | 55,84          |                | RN             | 44,16          | Pas de 3e      | Pas de 3e      | Pas de 3e      |
| Présidentielle 2022 |          | RN       | 27,46    |          | LREM     | 26,14    |          | LFI      | 14,91    |          | REC      | 14,02    |                | LREM           | 50,22          |                | RN             | 49,78          | Pas de 3e      | Pas de 3e      | Pas de 3e      |
| Législatives 2022   |          | LR       | 38,62    |          | RN       | 19,37    |          | NUPES    | 12,18    |          | LREM     | 11,87    |                | LR             | 67,27          |                | RN             | 32,73          | Pas de 3e      | Pas de 3e      | Pas de 3e      |

### Politique de développement durable
La ville a engagé une politique de développement durable en lançant une démarche d'Agenda 21 en 2009.

### Jumelages
| Ville | Ville                | Pays | Pays          |
| ----- | -------------------- | ---- | ------------- |
|       | Agnibilékrou         |      | Côte d'Ivoire |
|       | Beauport             |      | Canada        |
|       | Benidorm             |      | Espagne       |
|       | Königstein im Taunus |      | Allemagne     |
|       | Lafayette            |      | États-Unis    |
|       | Vila do Conde        |      | Portugal      |

La liaison avec Beauport ne se limite qu'à un pacte d'amitié.

## Population et société

### Démographie

#### Évolution démographique
L'évolution du nombre d'habitants est connue à travers les recensements de la population effectués dans la commune depuis 1793. Pour les communes de plus de 10 000 habitants les recensements ont lieu chaque année à la suite d'une enquête par sondage auprès d'un échantillon d'adresses représentant 8 % de leurs logements, contrairement aux autres communes qui ont un recensement réel tous les cinq ans,.

En 2022, la commune comptait 40 198 habitants, en évolution de −3,4 % par rapport à 2016 (Alpes-Maritimes : +2,85 %, France hors Mayotte : +2,11 %).
| 1793  | 1800  | 1806  | 1821  | 1831  | 1836  | 1841  | 1846  | 1851  |
| ----- | ----- | ----- | ----- | ----- | ----- | ----- | ----- | ----- |
| 1 189 | 1 289 | 1 229 | 1 433 | 1 480 | 1 532 | 1 546 | 1 480 | 1 591 |

| 1856  | 1861  | 1866  | 1872  | 1876  | 1881  | 1886  | 1891  | 1896  |
| ----- | ----- | ----- | ----- | ----- | ----- | ----- | ----- | ----- |
| 1 596 | 1 676 | 1 762 | 1 722 | 1 738 | 2 563 | 2 552 | 2 572 | 2 593 |

| 1901  | 1906  | 1911  | 1921  | 1926  | 1931   | 1936   | 1946   | 1954   |
| ----- | ----- | ----- | ----- | ----- | ------ | ------ | ------ | ------ |
| 3 097 | 3 642 | 4 166 | 3 883 | 6 244 | 10 016 | 10 056 | 10 299 | 11 601 |

| 1962   | 1968   | 1975   | 1982   | 1990   | 1999   | 2006   | 2011   | 2016   |
| ------ | ------ | ------ | ------ | ------ | ------ | ------ | ------ | ------ |
| 15 499 | 23 231 | 33 892 | 37 411 | 41 842 | 42 158 | 42 531 | 42 754 | 41 612 |

| 2021   | 2022   | - | - | - | - | - | - | - |
| ------ | ------ | - | - | - | - | - | - | - |
| 41 597 | 40 198 | - | - | - | - | - | - | - |

#### Pyramide des âges
En 2021, le taux de personnes d'un âge inférieur à 30 ans s'élève à 28,8 %, soit en dessous de la moyenne départementale (31,0 %). À l'inverse, le taux de personnes d'âge supérieur à 60 ans est de 33,4 % la même année, alors qu'il est de 31,0 % au niveau départemental.
En 2021, la commune comptait 19 541 hommes pour 22 056 femmes, soit un taux de 53,02 % de femmes, légèrement supérieur au taux départemental (52,74 %).
Les pyramides des âges de la commune et du département s'établissent comme suit :
| Hommes | Classe d’âge | Femmes |
| ------ | ------------ | ------ |
| 1,2    | 90 ou +      | 3,0    |
| 10,8   | 75-89 ans    | 14,8   |
| 17,7   | 60-74 ans    | 18,9   |
| 20,7   | 45-59 ans    | 19,5   |
| 18,3   | 30-44 ans    | 16,9   |
| 15,0   | 15-29 ans    | 13,9   |
| 16,2   | 0-14 ans     | 12,9   |

| Hommes | Classe d’âge | Femmes |
| ------ | ------------ | ------ |
| 1,1    | 90 ou +      | 2,6    |
| 9,5    | 75-89 ans    | 12,2   |
| 17,6   | 60-74 ans    | 18,7   |
| 20,3   | 45-59 ans    | 19,9   |
| 18,1   | 30-44 ans    | 17,5   |
| 16,5   | 15-29 ans    | 14,6   |
| 16,8   | 0-14 ans     | 14,4   |

### Sports et loisirs
La commune dispose de plusieurs clubs évoluant aux plus hauts niveaux des compétitions nationales voire européennes :
- au sein du club omnisports de l'ES Le Cannet-Rocheville, la section de volley-ball féminin a notamment été finaliste de la coupe d'Europe CEV en 2008 avant de devenir le Volero Le Cannet, qui évolue actuellement en Ligue A ;
- partenaire de l'ES Cannet-Rocheville, le club d'handibasket du HB Le Cannet a été sacré champion d'Europe 2014[19],[20] (3e division) et fait partie du big 3 du championnat de France en Nationale A.

## Culture locale et patrimoine

### Lieux et monuments

#### Monuments historiques
Les monuments inscrits ou classés sont :
| Monument                                   | Adresse                  | Coordonnées                      | Notice         | Protection | Date | Illustration                               |
| ------------------------------------------ | ------------------------ | -------------------------------- | -------------- | ---------- | ---- | ------------------------------------------ |
| Chapelle Notre-Dame-des-Anges du Cannet    | Rue Notre-Dame des Anges | 43° 34′ 26″ nord, 7° 00′ 50″ est | « PA00080697 » | Inscrit    | 1941 | Chapelle Notre-Dame-des-Anges du Cannet    |
| Église Sainte-Catherine du Cannet          | 31 rue Sainte-Catherine  | 43° 34′ 23″ nord, 7° 01′ 03″ est | « PA00080698 » | Inscrit    | 1926 | Église Sainte-Catherine du Cannet          |
| Tour des Danys (ou Maison du Brigand)      | Rue de la Tour           | 43° 34′ 27″ nord, 7° 01′ 17″ est | « PA00080699 » | Inscrit    | 1941 | Tour des Danys (ou Maison du Brigand)      |
| Villa Le Bosquet du peintre Pierre Bonnard | 29 avenue Victoria       | 43° 34′ 35″ nord, 7° 01′ 42″ est | « PA00080700 » | Classé     | 2007 | Villa Le Bosquet du peintre Pierre Bonnard |

- La tour des Danys (ou tour des Brigands) : monument historique depuis le 22 décembre 1941. Elle porte le nom d'une des familles fondatrices du Cannet. Elle a été construite par les moines de Lérins pour fermer la ville sur l'ancienne route de Cannes, elle date du milieu du XVe siècle. Prosper Mérimée est à l'origine de son appellation « la tour des Brigands ».
- La villa Le Bosquet[21], 29 avenue Victoria. Elle a été achetée par le peintre Pierre Bonnard en 1926. Cette villa a été le lieu de la dernière période stylistique de Bonnard. Le peintre va l'occuper jusqu'à son décès. Elle a été classée sur l'Inventaire supplémentaire des monuments historiques le 26 mars 2007. Elle a le label patrimoine du XXe siècle depuis 2001.

#### Autres monuments

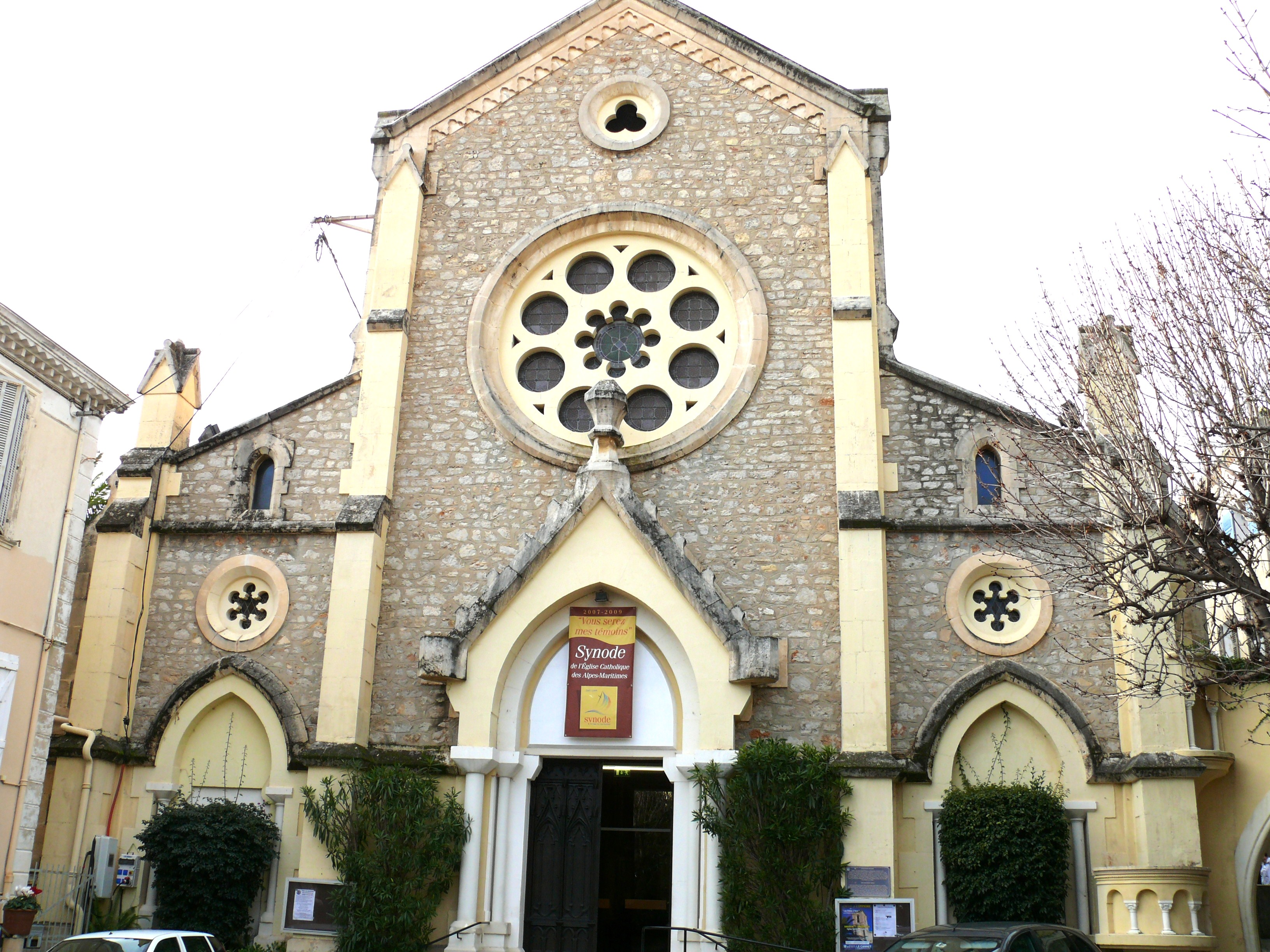
Façade de l'église Sainte-Philomène.
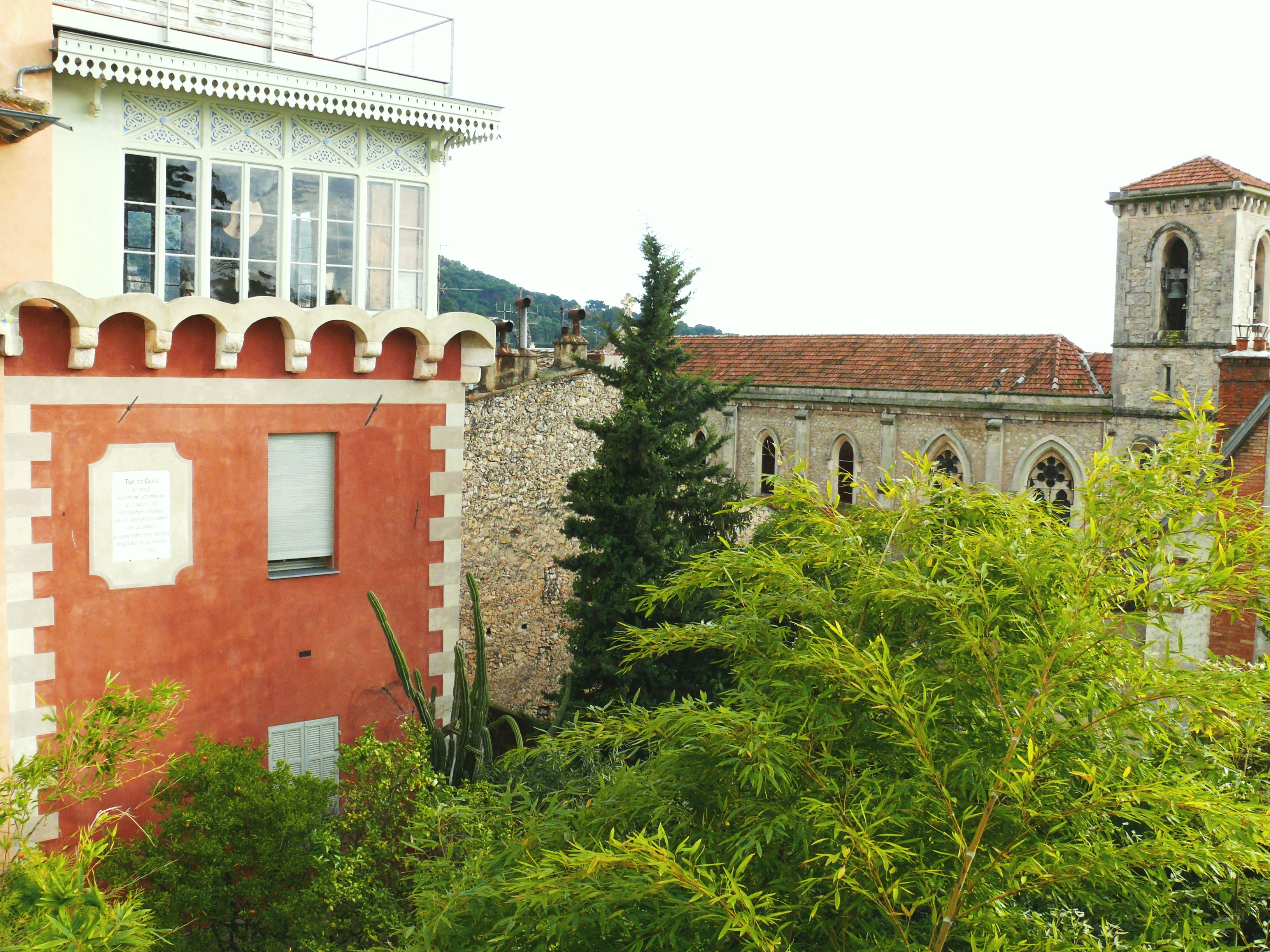
Tour des Calvys et église Sainte-Philomène vues de la place Bellevue.
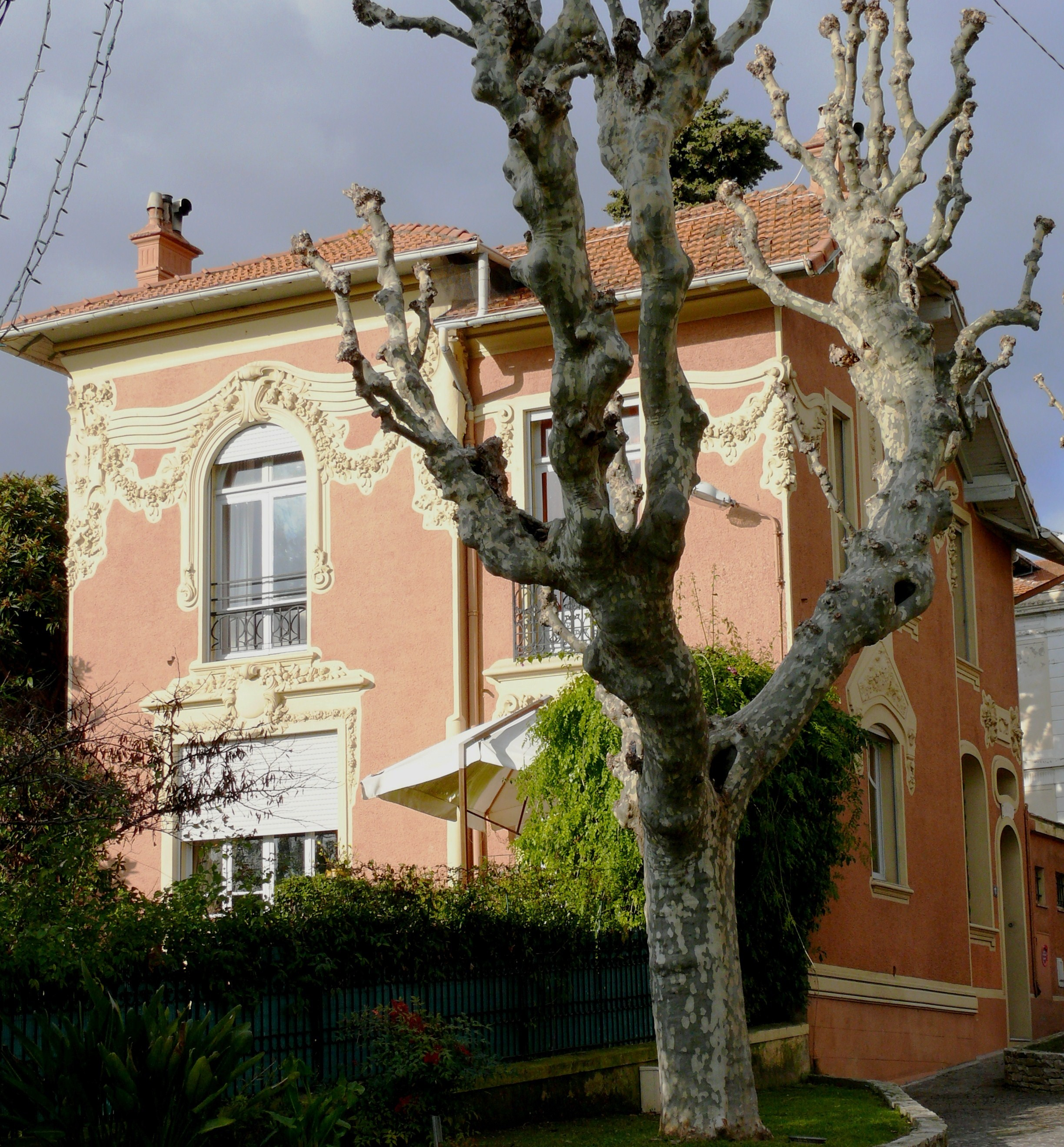
Villa Cantegril.
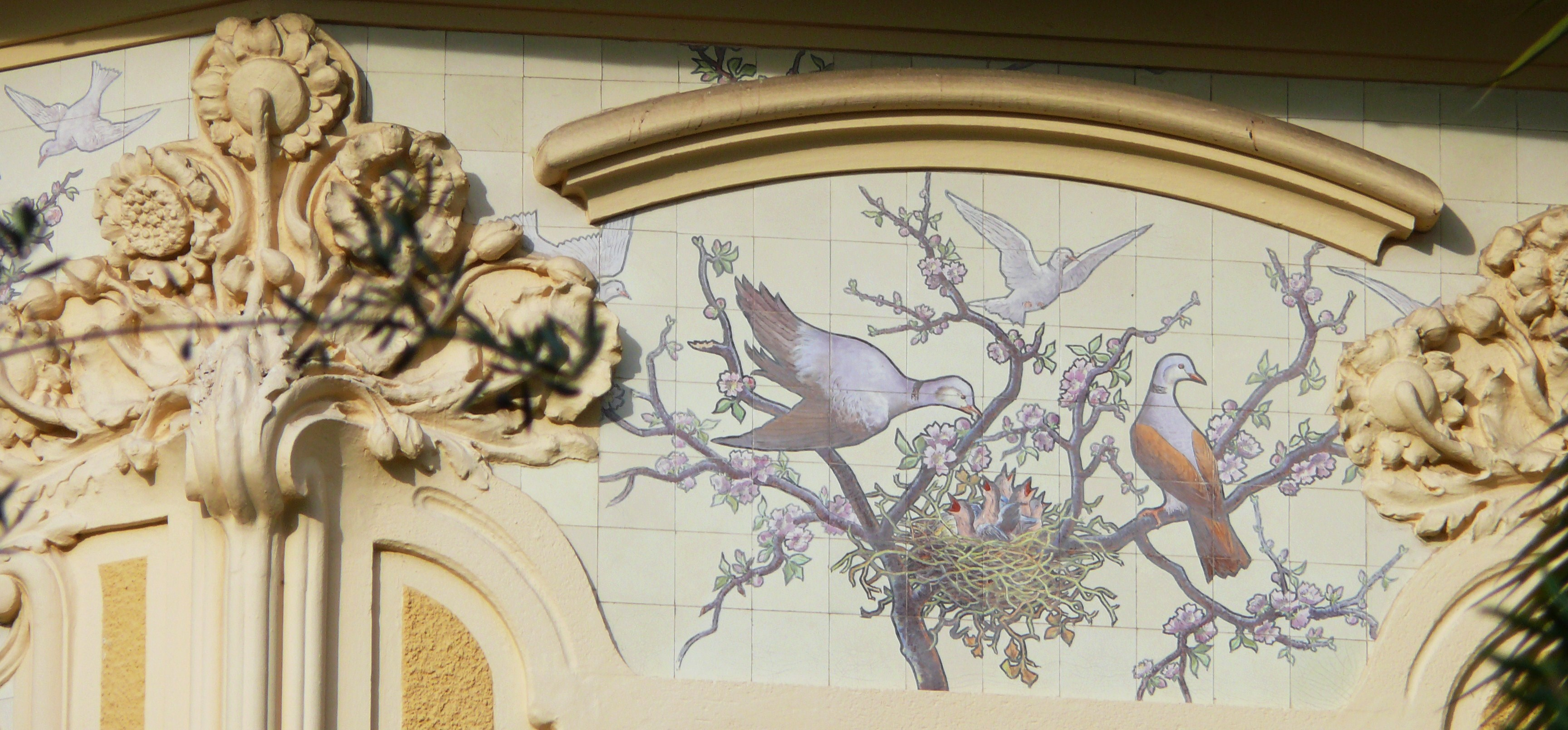
Villa Le Nid - Détail.

- le mur des amoureux : peint par Raymond Peynet au cœur du Vieux-Cannet, il veut faire passer le message que ce quartier est propice à l'accueil des jeunes mariés ;
- la tour des Calvys[22] : ancienne maison forte portant le nom de la première famille fondatrice du Cannet, arrivée en 1441. Le 17 juillet 1707, lorsque les impériaux envahirent la région, la tour sauva les habitants qui s'y réfugièrent, alors qu'ils étaient en lutte sous la direction de l'abbé Christophe Ardisson. La tour a été vendue comme bien national à la Révolution ;
- l'ancien hôtel de ville, 396 rue Saint-Sauveur ;
- l'hôtel de ville. Le bâtiment a été construit en 1902 sur la grande artère de la ville. C'est alors l'hôtel Desanges construit par l'architecte James Warnery. Le maire Maurice Jeanpierre qui souhaitait que la ville se dote d'un hôtel de ville digne de son importance le fait acheter par la commune le 17 juillet 1933 ;
- le musée Bonnard[23]. La ville du Cannet a été le lieu de séjour du peintre Pierre Bonnard pendant les 22 dernières années de sa vie. La ville du Cannet a voulu lui rendre hommage en inaugurant le 25 juin 2011, le musée Bonnard ;
- l'espace Pierre-Bonnard dans l'ancienne chapelle anglicane.

#### Artères et places principales
- le boulevard Carnot (Sadi Carnot) : partant du centre historique, il mène à Cannes et à son bord de mer. De ce fait, Le Cannet partage cette grande artère d'environ 4 km avec la commune de Cannes. Il a été construit entre 1881 et 1883, à l'initiative d'Henri Germain, député et président du conseil d'administration de la Société foncière lyonnaise, filiale du Crédit lyonnais, qui avait acquis l'ensemble des terrains situés au nord de la voie ferrée.
- l'ensemble place Bellevue / rue Saint-Sauveur : nombreux artisans d'art.
- les villas des rues Auguste-Cavasse et Jean-Jacques-Sardou construites vers 1908 : villa Cantegril, villa le Nid, villa Ketty construites en 1908 par l'architecte Henri Stœcklin et l'entrepreneur Verne.

#### Édifices religieux

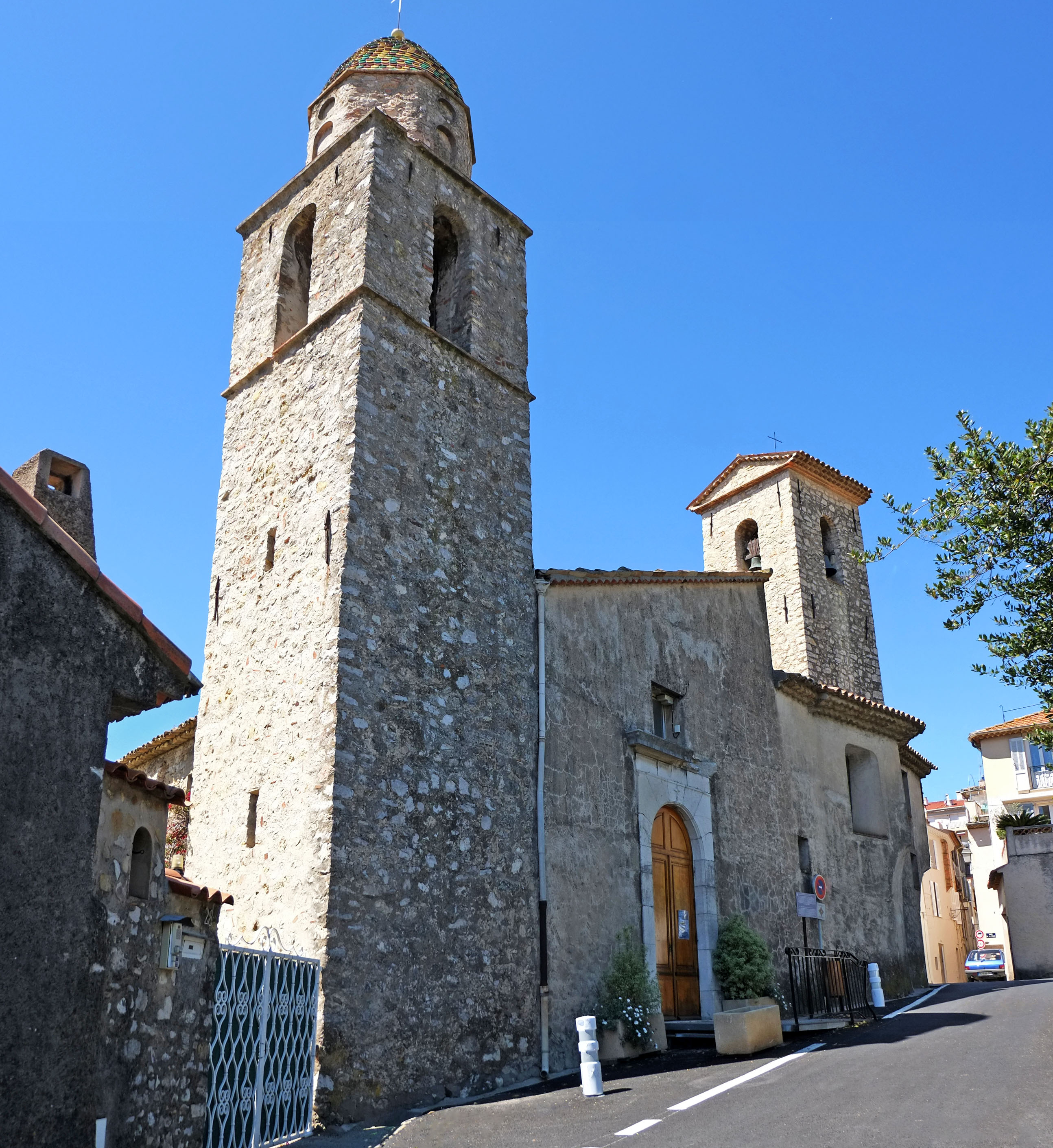
Chapelle Saint-Bernardin et église Sainte-Catherine.

- La Chapelle Notre-Dame-des-Anges : monument historique depuis le 22 décembre 1941. Par la volonté testamentaire d'un des membres d'une des familles fondatrices du Cannet, Guillaume Calvy, la chapelle est construite en 1557 et se compose d'une nef de plan rectangulaire et d'un porche ouvert sur l'extérieur.
- L'église Sainte-Catherine d'Alexandrie : elle est classée monument historique depuis le 29 octobre 1926. Construite au XVIe siècle par la seule volonté des Cannetans, c'est la première église paroissiale du Cannet. Sa tour quadrangulaire domine la ville. L'église est terminée le 6 mars 1556. Cette date marque aussi le début de la discorde avec Cannes qui va aboutir à la séparation des deux communes le 9 août 1774. L'autonomie paroissiale est reconnue en 1560 qui est aussi la date du premier baptême enregistré au Cannet.
- La chapelle Saint-Bernardin : Les Pénitents blancs de l'ordre de Saint-Bernardin reçoivent le 19 juin 1552 un terrain jouxtant l'église Sainte-Catherine pour y édifier leur chapelle. À la Révolution, la chapelle abrite le siège de la société populaire des sans-culottes. La chapelle est désaffectée en 1924. Elle a été inscrite à l'Inventaire supplémentaire des Monuments historiques le 29 octobre 1926. La chapelle est devenue, à compter du 11 mai 1999, un lieu d'exposition.
- L'église Sainte-Philomène, église paroissiale depuis 1907. La première pierre est posée le 1er octobre 1877. Elle est ouverte au culte le 2 avril 1882. L'église a été construite à l'initiative du curé du Cannet, l'abbé Bovis, pour répondre aux besoins dus à l'accroissement de la population du Cannet. L'abbé Bovis avait rencontré Jean Marie Baptiste Vianney, dit le curé d'Ars, qui avait contribué à répandre en France le culte de sainte Philomène.
- La chapelle Saint-Sauveur : La chapelle marque l'entrée du quartier des Ardissons. Le clocher servait de beffroi et sonnait pour les événements importants. Elle a été restaurée et repensée par Théo Tobiasse, en lui choisissant un thème œcuménique : « la vie est une fête ».
- L'église Saint-Charles au quartier Rocheville (Chemin de croix : quatorze toiles de Gin Coste-Crasnier).
- L'église Saint-Jean-Baptiste de l'Aubarède moderne (Le baptême du Christ par Saint-Jean-Baptiste, acrylique sur toile par Gin Coste-Crasnier).
- La chapelle Saint-Claude se dressait au confluent des ruisseaux des Escarrasses et de la Tousque, là où le vieux chemin de Cannes au Cannet bifurquait en direction des hameaux de Sainte-Catherine et des Ardissons. Depuis très longtemps en ruines, ses restes pittoresques ont été malheureusement rasés au lendemain de la dernière guerre mondiale et les deux chemins qui se détachaient du chemin de Cannes sont devenus les rues Sainte-Catherine et de Cannes.
- La chapelle de l'Église Jésus-Christ des Saints des derniers jours (Mormons), boulevard du Périer.
- L'église Évangélique du Rocher, chemin de l'Aubarède.

### Personnalités liées à la commune

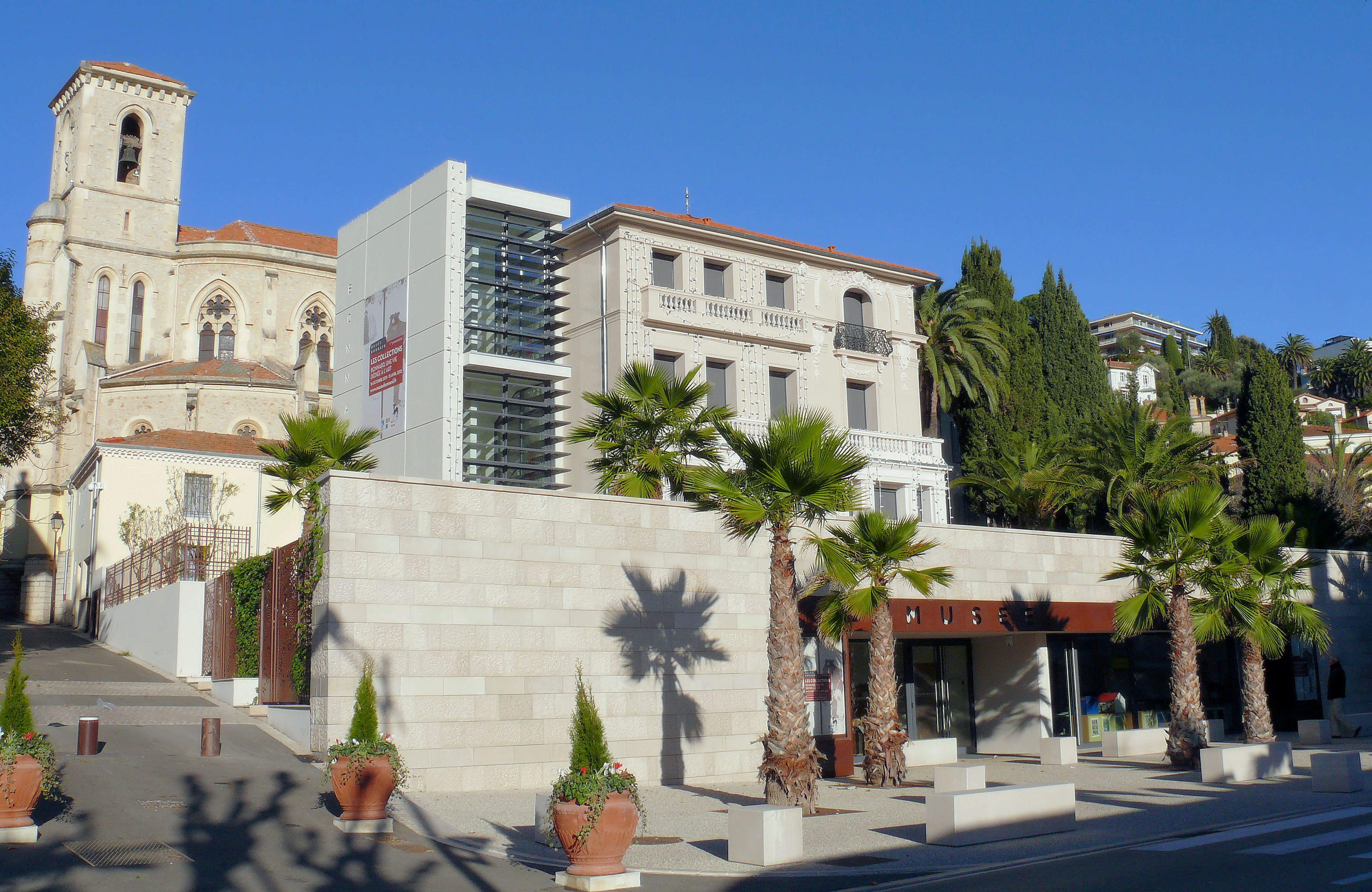
L'église Sainte-Philomène et le musée Pierre Bonnard.

La ville a été le lieu de séjours de nombreux hôtes illustres : Prosper Mérimée, la tragédienne Rachel, les peintres Auguste Renoir, Pierre Bonnard et Henri Lebasque, La Bégum et même Maurice Thorez.
- Pierre Bonnard, artiste peintre, y décède. Un musée lui est consacré ;
- Victorien Sardou, dramaturge ;
- Richard Galliano, accordéoniste ;
- René Vietto (1914-1988), cycliste sur route, y est né ;
- Bernard Consten (1932-2017) pilote de rallye automobile français
- Patrick Tambay,  (1949-2022) ancien pilote automobile ;
- Reynaldo Hahn (1874-1947), compositeur, chef d'orchestre, chanteur et critique musical français d'origine vénézuélienne, qui fut le principal compagnon de Marcel Proust. Il a notamment joué sur le piano pleyel de la tour des calvys (tour du XVe siècle située au cœur du quartier historique), et accompagné la cantatrice amateur et critique d'art Geneviève Vial Mazel qui y habitait jusqu'en 1989 ;
- Jean-Gabriel Domergue (1889-1962), (villa Fiesole) ;
- Yvette Labrousse (1906-2000), miss France 1930 et bégum Aga Khan, y est morte ;
- René Lenoir (1913-1996), ingénieur et militaire français, Compagnon de la Libération ;
- Alain Cornu (1936-), international français de football.
- Jean Bertaina (Cannes La Bocca, 9 avril 1928 - Le Cannet, 2 novembre 2018), coureur cycliste.
- Les 4 Justes parmi les nations de Le Cannet :
  - Edmond Deneuve,
  - Marie-Valentine Deneuve,
  - Louis Maçon,
  - Marthe Maçon.

### Héraldique
| Blason de Cannet (Le) | Blason  | D’azur à la palme d’or posée en barre, accompagnée de deux fleurs de lys d’argent, brisé en chef d’un lambel de gueules. |
| Blason de Cannet (Le) | Détails | Le statut officiel du blason reste à déterminer.                                                                         |